# Küllük
Küllük è un villaggio del distretto di Iğdır nella provincia di Iğdır in Turchia. Nel 2019 la sua popolazione era di 964 abitanti. L'altitudine media sul livello del mare è di 880 metri.